# Wilsonema fausti
Wilsonema fausti är en rundmaskart. Wilsonema fausti ingår i släktet Wilsonema och familjen Plectidae. Inga underarter finns listade i Catalogue of Life.